# Monti
Monti (sardisk: Mònte) er en by og en kommune (comune) i provinsen Sassari i regionen Sardinien i Italien. Byen ligger i 300 meters højde og har 2.420 indbyggere (2016). Kommunen har et areal på 123,82 km² og grænser til kommunerne Alà dei Sardi, Berchidda, Calangianus, Loiri Porto San Paolo, Olbia og Telti.